# Маків'я
Маків'я (біл. вёска Макаўе) — село в складі Борисовського району Мінської області, Білорусь. Село підпорядковане Мстижській сільській раді, розташоване в північно-східній частині області.